# Росішний (заказник)
Росі́шний — лісовий заказник загальнодержавного значення в Україні. Розташований у межах Воловецького району Закарпатської області, на південь від смт Воловець. 
Площа 461 га. Статус присвоєно згідно з рішенням ОВК від 25.07.1972 року № 243, ПРМ УРСР від 28.10.1974 року № 500, ріш. ОВК від 23.10.1984 року № 253. Перебуває у віданні ДП «Воловецьке ЛГ» (Нижньоволовецьке лісництво, квартали 19, 24, 25). 
Заказник розташований у південно-західній частині гірського масиву Полонина Боржава, на західних схилах гори Стій. Охороняється ділянка корінних фітоценозів пралісового характеру. Тут простежуються смуги лісів двох типів — букових та буково-ялицевих. Основну площу займають бучини, що утворюють верхню межу лісу, знижену до 1080–1200 м через випас худоби на полонині. На кам'янистих схилах сформовані яворові субучини, а у середній частині схилів на багатіших ґрунтах — буково-ялицеві праліси. 
У заказнику зростають рідкісні види рослин, занесені до Червоної книги України — підсніжник білосніжний, лілія лісова, шафран Гейфеля, зозулині сльози яйцеподібні, любка дволиста. 
Тваринний світ характерний для лісової зони Карпат: олень благородний, сарна європейська, ведмідь бурий, свиня дика, лисиця руда, куниця лісова і куниця кам'яна, горностай, багато видів птахів. 
Заказник має лісогосподарське та ґрунтозахисне значення. Тут не вирубують ліс і не руйнують ландшафт важкою технікою.

Заказник узимку
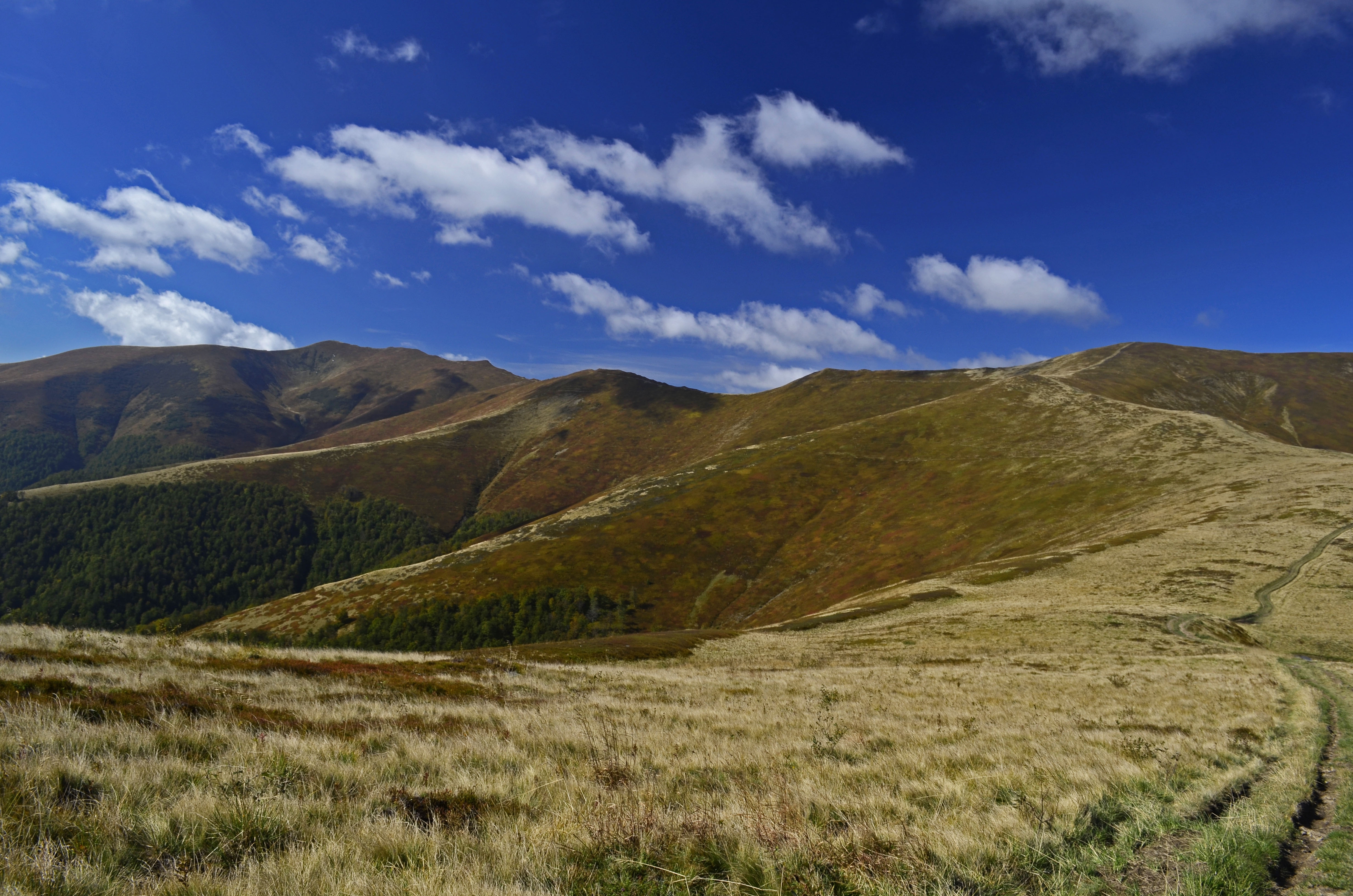
Заказник восени
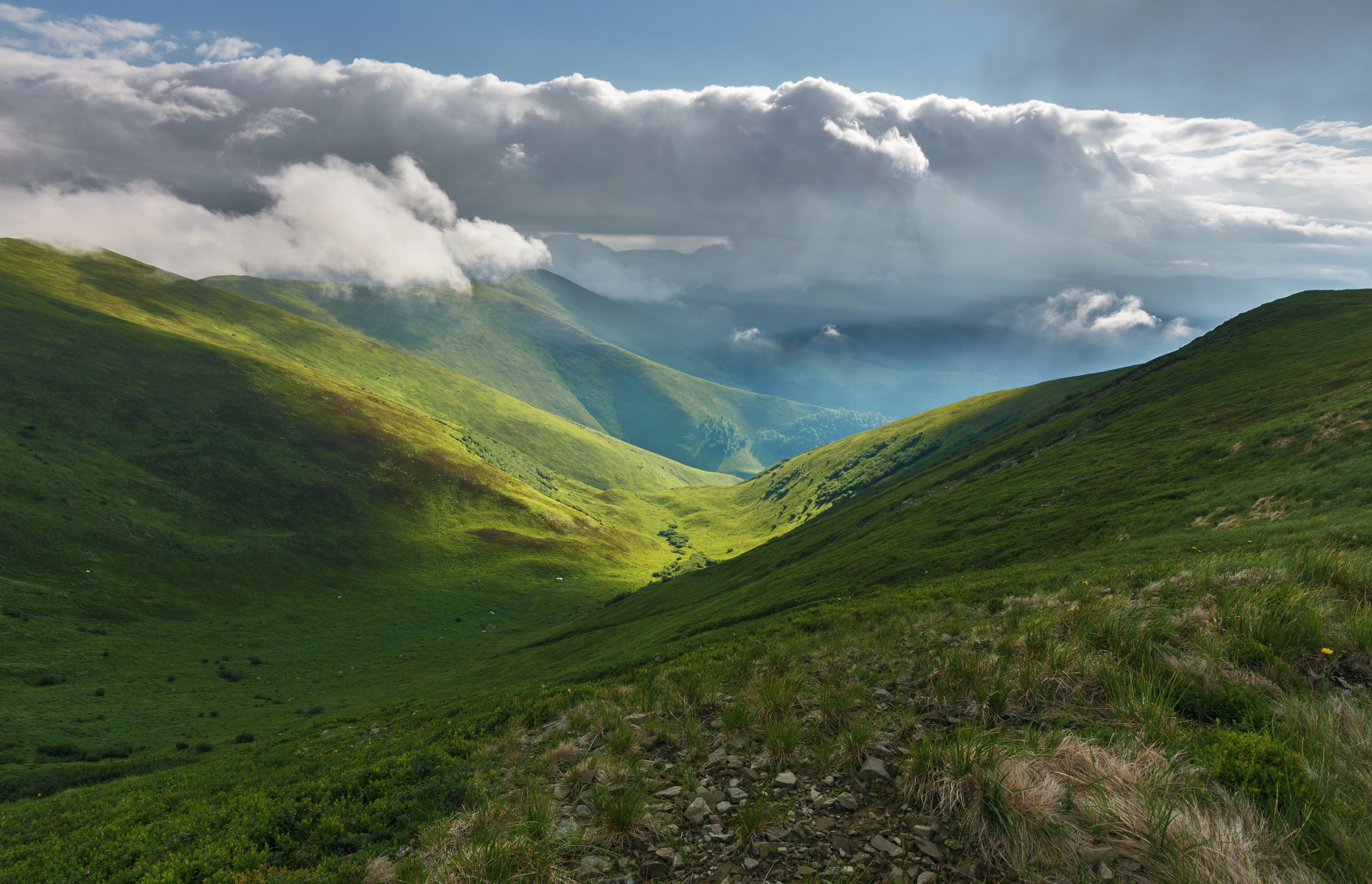
Краєвид на заказник
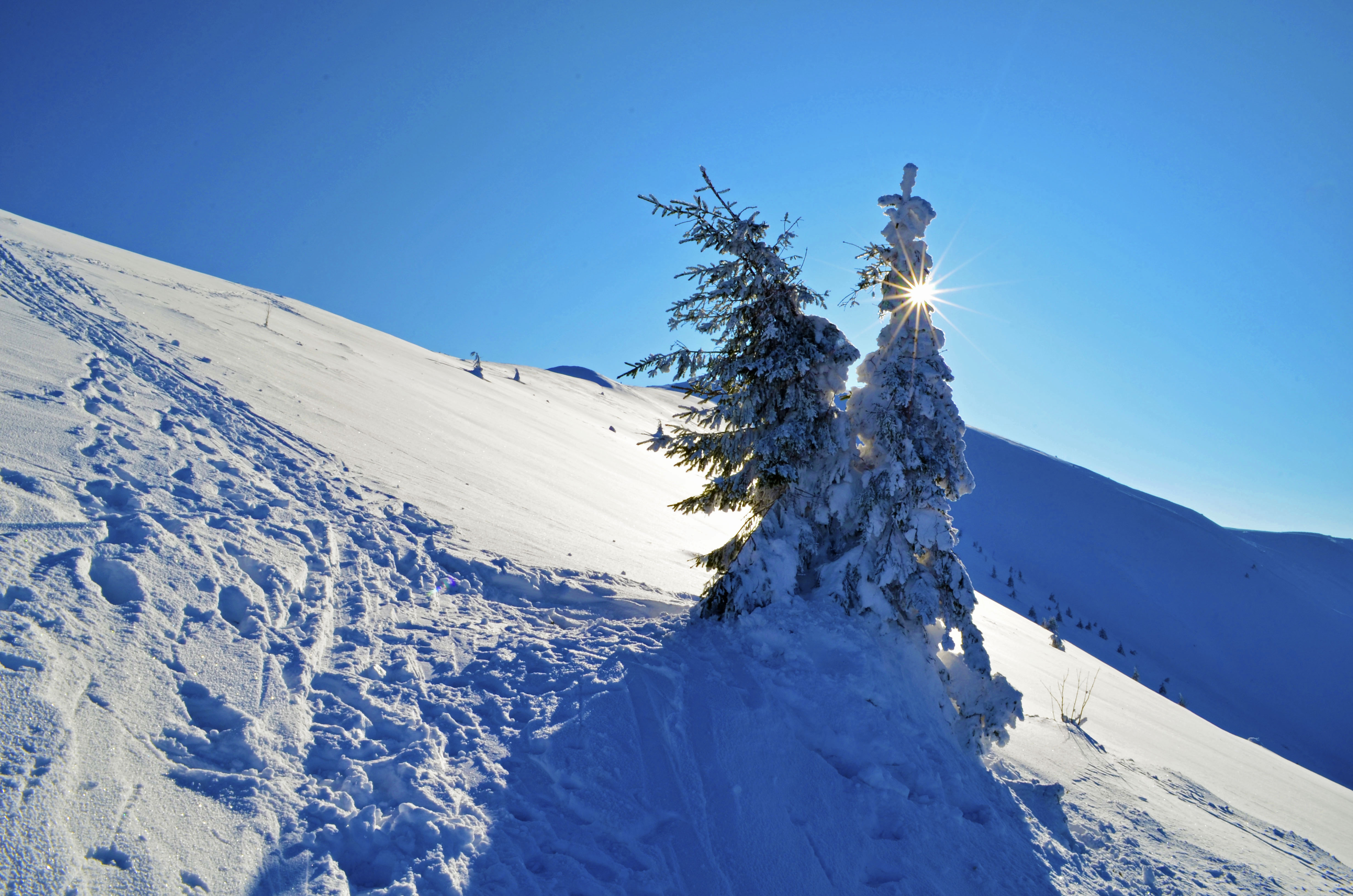
Заказник узимку
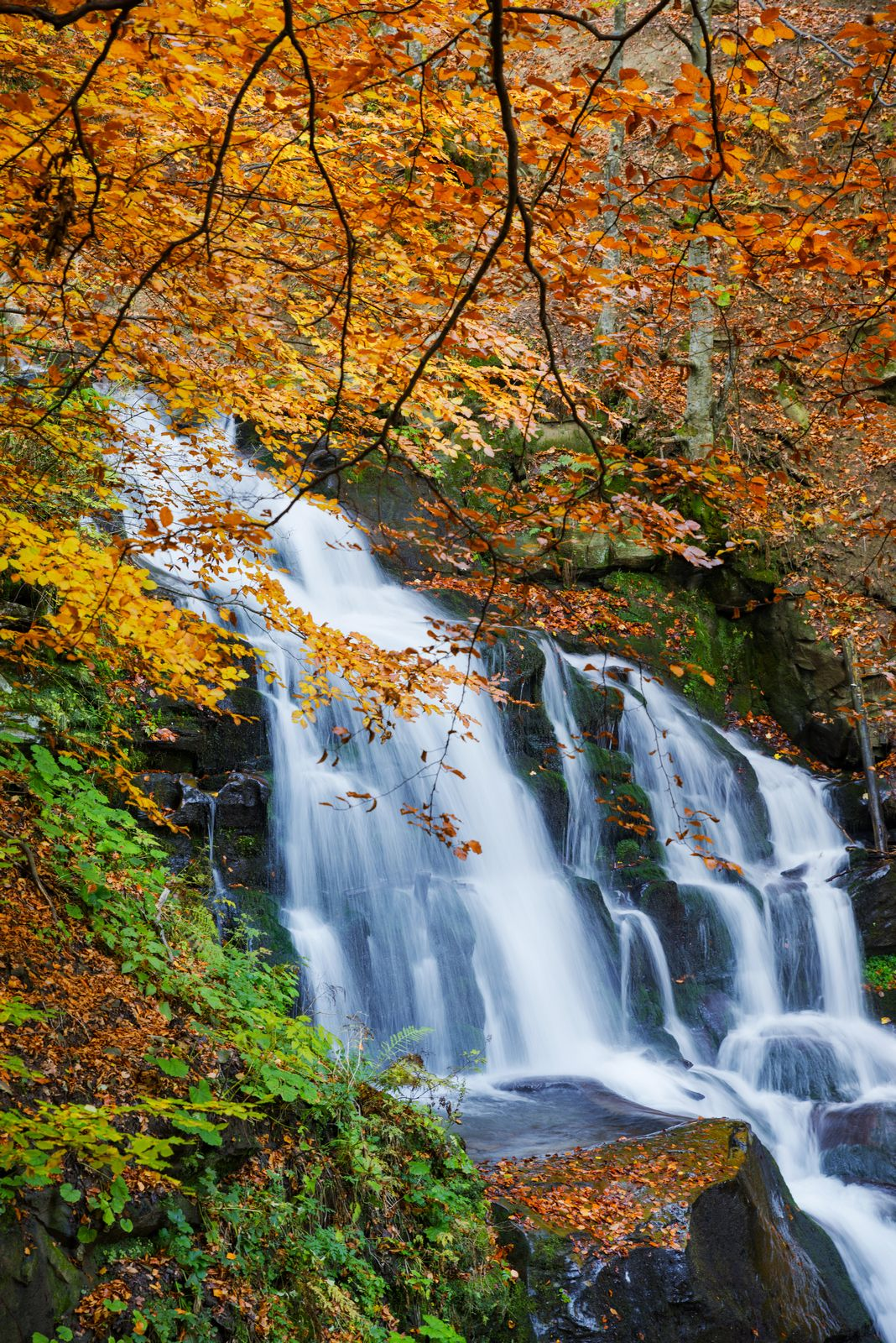
Водоспад у заказнику восени